# Psyrana japonica
Psyrana japonica är en insektsart som först beskrevs av Tokuichi Shiraki 1930.  Psyrana japonica ingår i släktet Psyrana och familjen vårtbitare. Inga underarter finns listade i Catalogue of Life.